# ای‌بی‌سی سیگنچر
ای‌بی‌سی سیگنچر (انگلیسی: ABC Signature) شرکت فیلم‌سازی آمریکایی است، که در سال ۱۹۸۵ تأسیس شد.